# صندوق الجزيرة موطن ريت
صندوق الجزيرة موطن ريت هو صندوق استثمار عقاري متداول متوافق مع ضوابط الشريعة الإسلامية. ويعمل الصندوق وفقاً للائحة صناديق الاستثمار العقاري والتعليمات الخاصة بصناديق الاستثمار العقارية المتداولة الصادرة من هيئة السوق المالية. ويستثمر الصندوق بشكل أساسي في مستودعات الخمرة بمدينة جدة وهذه المستودعات مملوكه بشكل كامل لصندوق الجزيرة موطن للدخل العقاري. مدير الصندوق مدير الصندوق هو شركة الجزيرة للأسواق المالية المعايير الشرعية للصندوق أن تكون جميع الوثائق المتعامل بها في الصندوق من عقود وغيرها من النماذج لاتخالف أحكام الشريعة الإسلامية. عدم التعامل في أي عقد يرتب دفع أو استحقاق فوائد ربوية.

## العقارات التابعة للصندوق
مستودعات الخمرة في مدينة جدة منطقة الخمرة ومدير التشغيل والصيانة والتسويق لها هي شركة موطن العقارية.

## وصلات خارجية
- الرياض ريت حقائق وأرقام